# Municipio de Iliatenco
El municipio de Iliatenco es uno de los 85 municipios que conforman el estado de Guerrero, al sur de México. Forma parte de la región de La Montaña de la entidad, y su cabecera es la población de Iliatenco.
Iliatenco se creó a partir del decreto número 571, publicado en el Periódico Oficial del gobierno del estado del viernes 25 de noviembre de 2005, al segregarse de los municipios de San Luis Acatlán y Malinaltepec, y es un municipio de reciente creación en el estado de Guerrero.

## Geografía

### Localización
Se localiza al sureste del estado de Guerrero, en la región geo-económica y cultural de La Montaña. Limita al norte con el municipio de Malinaltepec, al sur con San Luis Acatlán, al oeste también con Malinaltepec y al este con el municipio de Metlatónoc.

## Demografía

### Población
Conforme al Censo de Población y Vivienda 2010 realizado por el Instituto Nacional de Estadística y Geografía (INEGI) con fecha censal del 12 de junio de 2010, la localidad de Iliatenco contaba hasta ese año con un total de 10 522 habitantes, de esa cantidad, 5075 eran hombres y 5447 eran mujeres.

### Localidades
En el censo de 2020 el municipio de Iliatenco contaba con 46 localidades.
| Código INEGI      | Localidad         | Población (2020) |
| ----------------- | ----------------- | ---------------- |
| 120810001         | Iliatenco         | 2 029            |
| Otras localidades | Otras localidades | 9 650            |
| Total municipal   | Total municipal   | 11 679           |

## Política y gobierno
El municipio se conformó con 29 pueblos me'phaa (traducido al español como tlapaneco), de los cuales 28 formaban parte del municipio de Malinaltepec y el restante pertenecía a San Luis Acatlán, la conformación del ayuntamiento se realizó mediante el sistema de usos y costumbres, votando los representantes de los 29 pueblos, sin la intervención de partido político alguno, quedando como primer presidente municipal Erasto Cano Olivera.
El ayuntamiento instituyente fue nombrado mediante el Decreto número 626 en el Periódico Oficial del estado de Guerrero el 25 de noviembre de 2005.

### Cronología de Presidentes municipales
| Período     | Presidente municipal     |
| 2005 - 2008 | Erasto Cano Olivera      |
| 2008 - 2009 | Jerónimo Deaquino Gómez  |
| 2010 - 2012 | Asunción Barrera Ignacio |
| 2012 -2015  | Israel Romero Sierra     |
| 2015 - 2018 | Eugenia Cantú Gálvez     |
| 2018 - 2021 | Ruperta Nicolás Hilario  |

## Actividades económicas
Iliatenco es uno de los municipios con mayor producción de café en la región, según informes en 2015 de la Coordinación Nacional de Secafe.